# The Ending Is Just the Beginning Repeating
The Ending Is Just the Beginning Repeating è il sesto album in studio del gruppo rock australiano The Living End, pubblicato nel 2011.

## Tracce
Testi e musiche di Chris Cheney, eccetto dove indicato.
1. In the Morning – 3:17
2. Heatwave – 3:08
3. Machine Gun – 3:29
4. For Another Day – 3:15
5. Song for the Lonely – 3:16
6. Ride the Wave Boy – 3:52
7. Resist – 4:42
8. Away from the City – 3:43
9. United – 3:34
10. Universe – 3:45
11. The Ending Is Just the Beginning Repeating (Cheney, Craig Finn) – 4:08

## Formazione
Gruppo
- Chris Cheney – voce, chitarra
- Scott Owen – contrabbasso, cori, tastiera
- Andy Strachan – batteria, cori

Altri musicisti
- Nick DiDia – tastiera
- John F. Strachan – voce parlata (in Away From the City)